# Bislett Stadion
Bislett Stadion w Oslo – stadion sportowy w stolicy Norwegii. Jest to najlepiej znany obiekt sportowy, ze względu na bogate tradycje lekkoatletyczne i ponad 50 rekordów świata. Stadion został zburzony w 2004 i odbudowany do lata 2005.

## Historia
Bislett Stadium powstał w roku 1908, kiedy to teren na jakim się znajdował został wykupiony przez władze miasta Kristiania (obecnie Oslo) w 1898 roku. Bislett stał się głównym obiektem w Norwegii w 1940 roku, kiedy to architekt Frode Rinnan wyposażył go w bieżnię lekkoatletyczną i trybuny na 20 000 osób. W 1952 roku gościły tutaj Zimowe Igrzyska Olimpijskie, a stadion zamieniony był w wielkie lodowisko, które spełniało funkcję jednej z głównych aren. Bislett gości zawody Bislett Games od 1965 roku, najpierw w ramach Golden League a od 2010 Diamentowej Ligi. Obiekt gościł najlepszych Norwegów podczas mistrzostw kraju aż 18 razy (1926–29, 1931–36, 1938–39, 1947, 1949, 1951–52, 1955 i 2006).

## Nowy stadion
Tradycje łyżwiarskie tego obiektu zakończyły się w 1988 roku, kiedy to postanowiono zrezygnować z tego typu imprez ze względu na brak możliwości organizacji innych na światowym poziomie. Ostatnia modernizacja zakładała zburzenie i wybudowanie nowego stadionu w 10 miesięcy za sprawą duńskiego biura architektonicznego C. F. Møller Architects. Stadion otwarto na nowo 29 czerwca 2005 roku.
Obiekt ten spełnia wymagania organizacyjne największych mityngów lekkoatletycznych. Ośmiotorowa bieżnia okólna z promieniem łuku wewnętrznego równym 37,5 metra (wzorcowa wedle przepisów IAAF) oraz nawierzchnią syntetyczną 1 klasy według klasyfikacji IAAF. W pobliżu stadionu jest również hala lekkoatletyczna służąca rozgrzewce.